# Vetenskapsåret 1988

## Händelser
- 29 januari - 300-årsminnet av Emanuel Swedenborgs födelse uppmärksammas.[1]
- 28 augusti – Svenska och nederländska forskare uppger att det virus som den gångna sommaren dödat tusentals sälar i Nordsjön och Östersjön har isolerats.[1]
- 31 oktober – 12 europeiska länder samlas i Sofia och enas om att senast 1998 minska kväveoxidutsläppen med 30 % jämfört med 1980-1986 års nivåer.[1]
- 25 november - I Wellington undertecknar Sverige konventionen om mineralutvinning i Antarktis.[1]

### Astronomiochrymdfart
- 12 juli - Sovjetunionen skjuter upp rymdsonderna Fobos 1 och Fobos 2, som ett led i förberedelserna för en bemannad Marsresa 2010.[1]
- 7 september - Sovjetiska rymdsonden Sojuz TM-5 landar i Kazakiska SSR.[1]
- 29 september - NASA återupptar, då Discovery skjuts upp från Kennedy Space Center, flyningar med rymdfärjor efter haveriet av Challenger 1986.[1]
- 15 november - Den första (och enda) flygningen med den sovjetiska rymdfärjan Buran genomförs, och är obemannad.[1]
- 21 december - Sovjetiska rymdkapseln Sojuz TM-6 landar i Zjezqazghan, sedan två sovjetiska kosmonauter inuti vistats 366 dagar i rymden, nytt rekord.[1]

### Medicin
- 14 januari - Den första helsvenska hjärttransplantationen genomförs på Sahlgrenska sjukhuset i Göteborg, då en 19-årig  flicka från Västsverige opereras under professor Göran William-Olssons ledning.[1]
- 28 januari - En AIDS-konferens avslutas i London, med deltagare från 150 länder. En miljon människor befaras 1991 vara döende i AIDS.[1]
- 27 april - WHO firar 40-årsjubileum med världens första "rökfria dag".[1]
- 16 juni - Fjärde internationella AIDS-konferensen avslutas i Stockholm.[1]
- 25 juni - Läkare vid Middlesexsjukhuset meddelar att man funnit en gen som orsakar schizofreni.[1]
- 10 augusti - Statisik från SCB visar att medellivslängden i Sverige under 1987 var 80.2 år för kvinnor, och 74.2 för män.[1]
- September - Länssjukhuset Ryhov i Jönköping invigs.[2]

## Pristagare
- Copleymedaljen: Michael Francis Atiyah
- Darwinmedaljen: William Donald Hamilton
- Davymedaljen: John Pople
- Ingenjörsvetenskapsakademien utdelar Stora guldmedaljen till Bengt Hultquist
- Nobelpriset: [3]
  - Fysik: Leon M. Lederman, Melvin Schwartz, Jack Steinberger
  - Kemi: Johann Deisenhofer, Robert Huber, Hartmut Michel
  - Fysiologi/Medicin: James W. Black, Gertrude B. Elion, George H. Hitchings
- Steelepriset: Deane Montgomery, Sigurdur Helgason, Gian-Carlo Rota
- Sylvestermedaljen: C.T.C. Wall
- Turingpriset: Ivan Sutherland
- Wollastonmedaljen: Alfred Ringwood [4]

## Avlidna
- 11 januari – Isidor Isaac Rabi, amerikansk fysiker, nobelpristagare.
- 28 januari – Klaus Fuchs, östtysk atomfysiker.[1]
- 15 februari – Richard Feynman, amerikansk fysiker, nobelpristagare.
- 19 februari – André F. Cournand, fransk-amerikansk fysiolog, nobelpristagare.
- 25 maj – Ernst Ruska, tysk fysiker, nobelpristagare.
- 1 september – Luis Alvarez, amerikansk fysiker, nobelpristagare.
- 21 december – Nikolaas Tinbergen, nederländsk etolog, nobelpristagare.

### Fotnoter
1. 1 2 3 4 5 6 7 8 9 10 11 12 13 14 15 16   Horisont 1988. Bertmarks
2. ↑  ”Årtal och händelser i Jönköping”. Maltell. Arkiverad från originalet den 14 augusti 2014. https://web.archive.org/web/20140814062255/http://maltell.se/historia/databas/search/kronologiviewmobil1950.php. Läst 27 oktober 2012.
3. ↑  ”Nobelpriset”. http://nobelprize.org/nobel_prizes/lists/all/index.html. Läst 10 april 2011.
4. ↑  ”Geological Society”. Arkiverad från originalet den 5 juni 2011. https://web.archive.org/web/20110605102217/http://www.geolsoc.org.uk/gsl/society/history/page750.html. Läst 14 april 2011.